# اوحدی مراغه‌ای

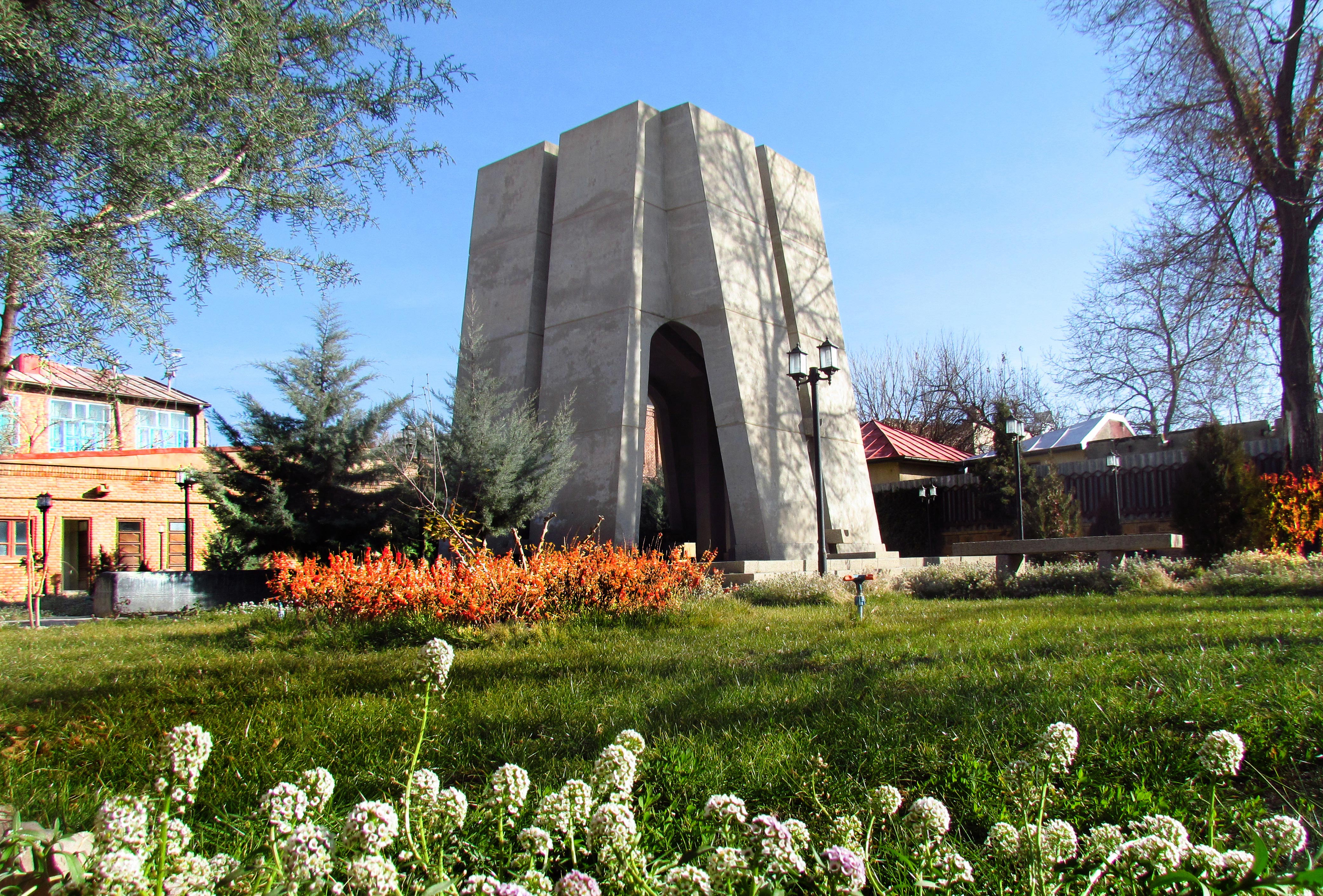
آرامگاه اوحدی

رکن‌الدین اوحدی اصفهانی مراغه‌ای (۶۷۳–۱۵ رمضان ۷۳۸ قمری) عارف و شاعر پارسی‌گوی ایران در قرن هشتم هجری و اهل مراغه است.

## زندگی‌نامه
اوحدالدین بن حسین اصفهانی در حدود ۶۷۳ ه‍. ق مراغه به دنیاآمد. چون تولد و وفات اوحدی در مراغه روی داد، به مراغه‌ای نیز شهرت یافت.در آغاز تخلص او صافی بود، سپس به سبب ارادتی که به پیر و عارف مشهور، ابوحامد اوحدالدین کرمانی پیدا کرد، تخلص اوحدی را برگزید.اوحدی در دوران پادشاهی ارغون خان مغول در شاعری ظهور کرد.اوحدی پس از انتخاب غیاث الدین محمد به وزارت ابوسعید بهادر مثنوی جام جم خود را به نام وی به نظم درآورد. او همچنین مدتی در اصفهان به سر برد و بار دیگر به مراغه بازگشت. او در سرودن انواع شعر تبحر داشت. آرامگاه او در مراغه است. هم‌اکنون یک موزهٔ دائمی در مقبرهٔ اوحدی در مراغه دایر می‌باشد.

### مذهب
دانشنامهٔ بزرگ اسلامی در پیرامون مذهب او چنین آورده است:

 «دربارهٔ مذهب اوحدی مطلبی به صراحت بیان نشده است، ولی در دیوان او اشاراتی هست که از اعتقاد وی به تشیّع حکایت می‌کند. از جمله: چندین بار از علی، حسین، رضا و مهدی یاد کرده است…»
با این حال سعید نفیسی، با تکیه بر اشارات شاعر به خلفای راشدین و «چهار یار» خواندن آن‌ها و اشارهٔ او به «شافعی»، در نهایت این‌گونه استدلال می‌کند که او می‌تواند شافعی بوده‌باشد.

## آثار و اشعار
اشعار اوحدی مراغه‌ای از ابتدا مورد توجه بوده است و تعداد آن‌ها به ۱۴٫۷۲۹ بیت می‌رسد. از آثار اوحدی دست‌نویس‌های بسیاری به‌جای مانده است.
- دیوان: که شامل قصاید، غزلیات، ترکیبات، ترجیعات و رباعیات است.[۵]
- جام جم: که شامل مثنوی‌های اوحدی است.[۵]
- منطق‌العشاق، (یا ده‌نامه، محبت‌نامه): شامل نامه‌هایی عاشقانه که میان عاشق و معشوق رد و بدل می‌شده است.[۵]

### اشعار به زبان اصفهانی
اوحدی مراغه‌ای سه غزل به زبان اصفهانی (پهلوی) دارد که جزو فهلویات شناخته می‌شود:
چند بیت از غزلی به زبان اصفهانی:
| دیم تو خورد و چشم مو تر         |  | هشکش ویکر وان خوزارو                    |
| واتت که سر فلا کروهینی تو ساعتی |  | کین آه سوته دل بهر چه تو وات ایستاده بو |

علاوه بر این سه غزل، اوحدی همچنین در موقعیت‌های گوناگون از سرزمین پدری خود یاد می‌کند:
| چشم سر ما غلط نبیند |  | کش سرمه ز خاک اصفهان است |

یا دربارهٔ دوری خود از اصفهان چنین می‌سراید:
| اوحدی ار می‌نهی دل به رخ آن نگار |  | تن به غریبی بده، یاد صفاهان مکن |

و همچنان که آوازه سعدی را از شیراز می‌داند خود را از سپاهان معرفی می‌کند:
| قصه اوحدی از راه سپاهان بشنو |  | همچو آوازه سعدی که ز شیراز آید |

## آرامگاه
رکن‌الدین ابوالحسن مراغی مشهور به اوحدی مراغه‌ای عارف و شاعر پارسی‌گوی نامدار صاحب مثنوی معروف جام جم است. آرامگاه اوحدی مراغه‌ای در میان باغ سرسبزی در مراغه واقع شده است. سنگ قبر اوحدی از سنگ کبود درست شده است. بر دیوار شمالی و جنوبی آن نام اوحدی و تاریخ فوت که ۷۳۸ ه‍.ق است حک شده است. در سال ۱۳۵۲ از سوی انجمن آثار ملی ایران بنای جدیدی بر روی قبر مزبور احداث شده و سنگ مقبرهٔ پیشین را به موزهٔ آرامگاه انتقال دادند.

### موزهٔ اوحدی
در کنار مقبرهٔ اوحدی، موزه اوحدی واقع گردیده است. این موزه به‌علت این‌که شهر مراغه در دوره ایلخانیان مغول مقرّ حکومتی و پایتخت آنان بوده است، عنوان موزه تخصصی ایلخانی را به خود اختصاص داده است. اشیاء موجود در این موزه شامل ظروف سفالی، سکّه، کتابت، ظروف مفرغی، شیشه که کتیبه‌های باقی‌مانده از رصدخانه و سنگ قبور مربوط به دوران اسلامی است.
| در بندِ غم عشق تو، بسیار کسانند     |  | تنها نه منم خود، که دراین غصّه بسانند |
| در خاک به امید تو، خلقی است نشسته  |  | یک روز برون آی و ببین تا به چه سانند |
| عُشـّاق تو در پیش گرفتند، بیابان     |  | کآن طایفه، ده را پس ازاین هیچ کسانند |
| کو مَحرم رازی، که اسیران محبّت       |  | حالی بنویسند و سلامی برسانند         |
| با محتسب شهر بگویید، که امشب       |  | دستار نگهدار، که بیرون عسسانند!      |
| ای دانه دُر، عشق تو دریاست ولیکن    |  | افسوس! که نزدیک کنار تو خسانند       |
| شاید که ز مصرت، به هوس مرد بیاید   |  | خود مردم این شهر، مگر بی هوسانند؟    |
| با جـُور رقیبان، زِ لبت کام که یابد؟ |  | من تَرک بگُفتم، که عسل را مگسانند!     |
| ای اوحدی از لاشه تنگ تو، چه خیزد؟  |  | کاندر طلب او همه، تازی فرسانند       |
| افسوس که در پای تو این تند سواران  |  | بسیار دویدند و همان باز پسانند!      |